# Charon (maan)
Charon is de grootste natuurlijke satelliet van de dwergplaneet Pluto. Charon is ontdekt in 1978 bij het United States Naval Observatory Flagstaff Station. Sinds de ontdekking van de twee andere manen van Pluto in 2005 (Nix en Hydra), kan Charon ook (134340) Pluto I worden genoemd. In juli 2015 heeft de New Horizons Pluto en Charon bereikt.
Charon moet niet worden verward met de centaur-planetoïde 2060 Chiron.

## Ontdekking

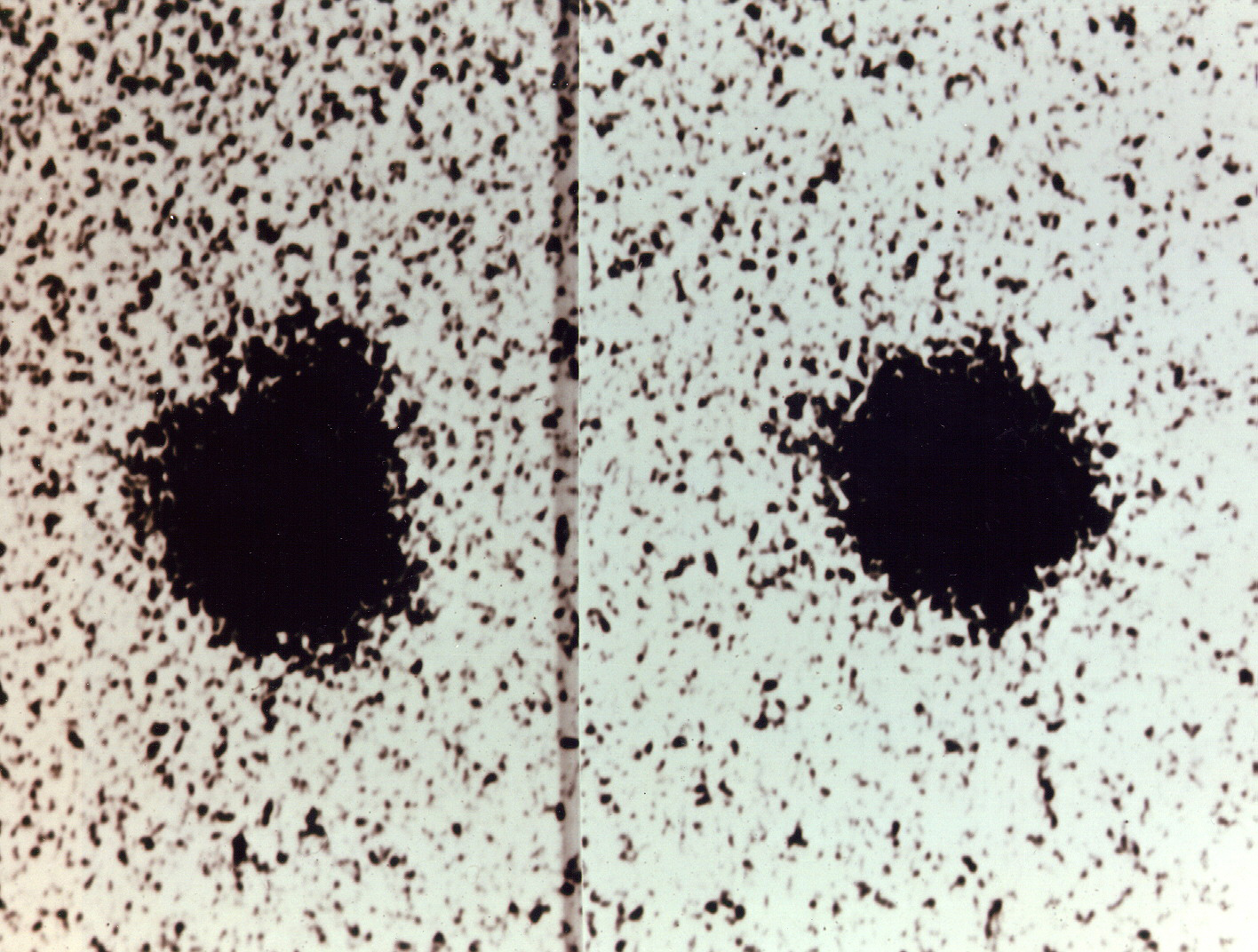
Twee foto's van de dwergplaneet Pluto. Op de linker foto is een bobbel te zien. Die wordt veroorzaakt door de maan Charon.

Charon is ontdekt door de astronoom James Christy op 22 juni 1978 toen hij de foto's van Pluto van een aantal maanden daarvoor, bestudeerde. Christy zag dat er soms een kleine bobbel te zien was. Op 7 juli 1978 werd deze ontdekking bekendgemaakt. Later werd de bobbel bevestigd op foto's uit 1965.
Erop volgende observaties van Pluto stelden vast dat de uitrekking wordt veroorzaakt door een kleiner object dat om Pluto draait. De periodiciteit van de uitrekking kwam overeen met de rotatietijd van Pluto. Dit betekende dat de maan synchroon is met Pluto.

## Eigenschappen

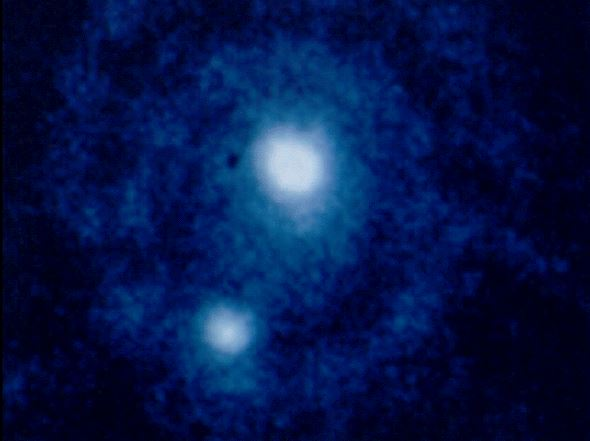
Foto van Pluto en Charon uit 1990, gemaakt door de Hubble Telescoop.

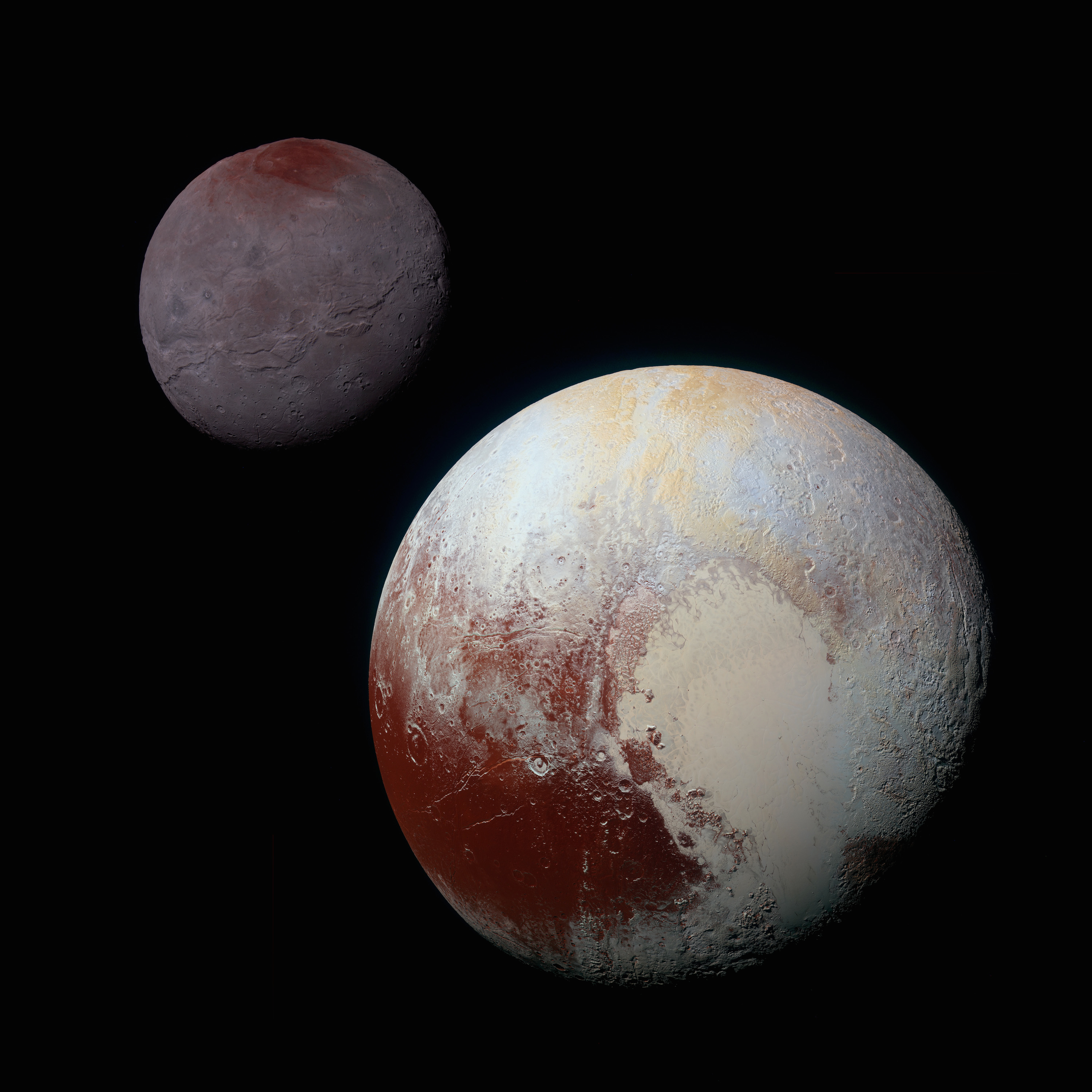
Identiek verwerkte beelden van Pluto en Charon

De diameter van Charon is ongeveer 1207 kilometer. Dat is iets meer dan de helft van die van Pluto. In tegenstelling tot Pluto, die bedekt is met bevroren stikstof en methaan, is Charon vooral bedekt met waterijs. Ook heeft Charon geen atmosfeer. In 2007 vond het Gemini-observatorium ook ammoniak en waterkristallen op het oppervlak van Charon. Dit suggereert de aanwezigheid van actieve cryovulkanen of cryogeisers.
Met het volume en de massa van Charon kan de dichtheid worden berekend. Daarmee kon worden vastgesteld dat Charon vooral uit waterijs bestaat. Ook heeft Charon minder gesteente dan Pluto. Dit ondersteunt de theorie dat Charon is ontstaan door een gigantische botsing op Pluto. Er zijn twee theorieën over de interne structuur van Charon: de eerste is dat Charon bestaat uit verschillende lagen, zoals Pluto: een rotsachtige kern met daaromheen een mantel die vooral bestaat uit ijs. Anderen denken dat Charon niet uit lagen bestaat.

### Noordelijk poolgebied
Het noordelijk poolgebied van Charon vertoont een aanmerkelijk rodere kleur dan de rest van het maanoppervlak. De daar heersende temperaturen zijn zeer laag. Gedurende een Charonjaar loopt de temperatuur uiteen van -258 tot -213 °C. Deze lage waarden, gecombineerd met het feit dat het oppervlak geen grote druk- of temperatuursveranderingen ondergaat, vormt een aanwijzing dat de samenstelling van de maanbodem afwijkt. Bij deze zeer dunne atmosfeer en lage pooltemperaturen komen geen vloeistoffen voor. Gassen rijpen tot vaste stof, vaste stoffen sublimeren als gas. Aan de Charonevenaar kunnen ingevangen, van Pluto afkomstige, gassen van de maan ontsnappen; in het poolgebied niet. De ijle Plutodampkring bestaat hoofdzakelijk uit stikstof, aangevuld met wat methaan en koolstofmonoxide. Deze elementen slaan neer in het poolgebied van Charon, een proces van miljoenen jaren. Normaliter zou dit ijs sublimeren als de pool weer meer zonlicht opvangt, maar in dit geval niet. De zonnestraling wijzigt de samenstelling van de ijzen in een substantie met een hogere sublimatietemperatuur: rode tholines. Deze blijven daarom in het poolgebied op Charons oppervlak aanwezig.

### Geologie
Op de foto's van New Horizons van het oppervlak van Charon waren vlaktes, bergen en ravijnen te zien. Een van de ravijnen is 1600 kilometer lang (vier keer langer dan de Grand Canyon). Dit was een verrassing, tot dusver dacht men dat een dergelijke geologische activiteit niet voorkwam in deze gebieden van het zonnestelsel. Het zuidelijk deel van Charon is veel egaler dan het noorden, waar veel kraterinslagen zijn te zien. Mogelijk heeft vulkanisme ervoor gezorgd dat op het zuiden de kraterinslagen zijn uitgewist.

## Baaneigenschappen
Elke 6,387 dagen draaien Pluto en Charon om elkaar heen. Door synchrone rotatie in beide richtingen zijn Charon en Pluto altijd met dezelfde kant naar elkaar gericht. Bij Charon en Pluto is er, geholpen door het geringe onderlinge massaverschil, een dubbele synchronisatie ontstaan. De gemiddelde afstand tussen Charon en Pluto is 19.570 kilometer. Door de ontdekking van Charon kon de gezamenlijke massa van Pluto en Charon worden berekend, maar de massa van de twee objecten apart kon alleen worden geschat. Door de bedekking van een ster kon ook de grootte worden berekend. De massa van de objecten kon pas worden berekend toen in 2005 nog twee manen, Nix en Hydra werden ontdekt. Hierdoor werd berekend dat Charon ongeveer 11,65 % van de massa van Pluto en een dichtheid van 1650 ± 60 kg/m³ heeft. Dit suggereert een samenstelling van 55 ± 5% gesteente en 45% ijs. Pluto is iets dichter en bestaat voor ongeveer 70% uit gesteente.
Volgens een hypothese op basis van simulaties in 2005 door Robin Canup zou Charon kunnen zijn ontstaan door een gigantische botsing, ongeveer 4,5 miljard jaar geleden. Een groot object uit de Kuipergordel botste met een hoge snelheid tegen het oorspronkelijke hemellichaam, waardoor het object zelf werd vernietigd en een deel van de mantel van Pluto werd weggeslagen. Wat werd weggeslagen klonterde samen en vormde uiteindelijk Charon. De Aardse maan is op deze manier ontstaan.
Maar volgens simulaties zou Charon dan ijsachtiger en Pluto rotsachtiger moeten zijn dan ze in werkelijkheid zijn. Daarom wordt tegenwoordig aangenomen dat de botsing niet krachtig genoeg was om een van de twee objecten te vernietigen. Uiteindelijk begonnen de twee objecten om elkaar heen te draaien.

## Maan of dwergplaneet?
Het massamiddelpunt van Pluto en Charon ligt buiten beide objecten. Geen van de objecten draait duidelijk om de andere.
Een conceptvoorstel uit 2006 voor de definitie van de term 'natuurlijke satelliet' beschreef dat dit een object is waarbij het massamiddelpunt in het grootste object ligt. Charon zou volgens die definitie dus geen maan kunnen zijn.
De formele betekenis van 'natuurlijke satelliet' kwam er overigens niet.
Daarom wordt Charon gezien als meer dan een gewone maan van Pluto, maar een eensluidende definitie is er niet. Naar analogie van de definitie van de dubbelster en de dubbelplaneet, zou gesproken kunnen worden over een 'dubbel-dwergplaneet'.

## Naamgeving
Charon is een voor de hand liggende naam voor de maan van Pluto, want Charon was de veerman uit de onderwereld, de plaats waar Pluto of Hades de scepter zwaaide. Echter, naar verluidt noemde Christy, de ontdekker, de maan op 24 juni 1978 naar de bijnaam van zijn vrouw, "Char". De maan was eerst bekend onder de naam S/1978 P 1.
Collega's hadden de naam Persephone voorgesteld, naar de godin van de onderwereld, maar Christy bleef bij de naam Charon. Op 3 januari 1986 werd de uiteindelijke naam bekendgemaakt.

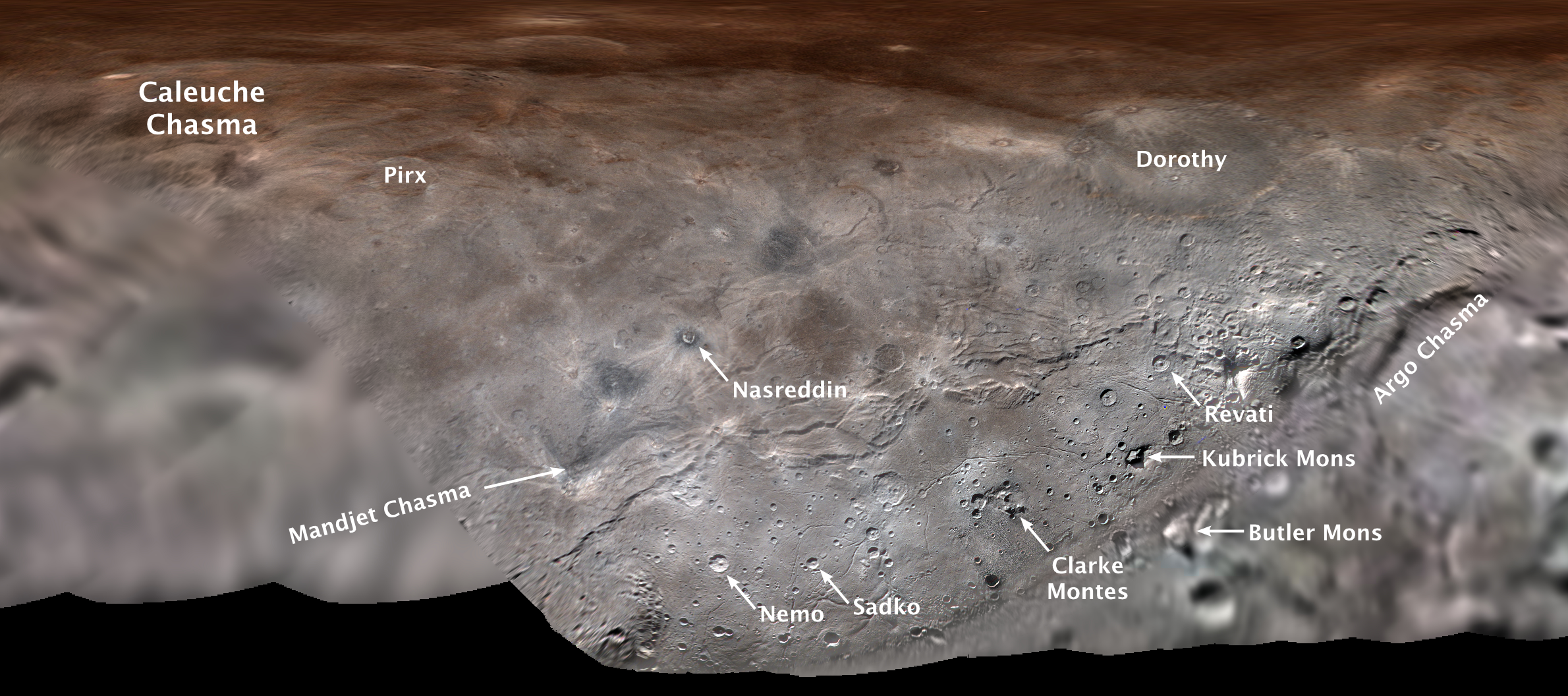
Naamgeving bergen en kraters op Charon

Na een verzoek in 2015 van de Internationale Astronomische Unie om suggesties voor namen om bergen, kraters etc. op de maan te vernoemen werd in 2018 besloten om namen te gebruiken van literaire personen, ontdekkingsreizigers en uit de mythologie. Bijvoorbeeld 'Butler Mons', 'Clarke Montes', 'Kubrick Mons', 'Nemo Crater', 'Dorothy Crater'.